# Sadisfaction
Sadisfaction is het eerste album van de Duitse band Gregorian.
Oorspronkelijk was Gegorian bedoeld als een popmuziek-georiënteerde groep in de stijl van Enigma. Met dat idee in gedachten werd dit album opgenomen met als lead-zangeressen Susana Espelleta en Birgit Freud. Dit zou echter het enige album in die stijl blijven en sindsdien is Gregorian overgestapt op de stijl die ze sinds hun tweede album, Masters of Chant, hebben.

## Nummers
| Nr. | Titel                                                | Duur |
| --- | ---------------------------------------------------- | ---- |
| 1.  | Watcha Gonna Do (F. Gregorian, Wehr)                 | 4:04 |
| 2.  | Once in a Lifetime (F. Gregorian, Schwarz, Meissner) | 4:09 |
| 3.  | So Sad (F. Gregorian)                                | 3:36 |
| 4.  | Forever (F. Gregorian, Wehr, Hagel)                  | 3:08 |
| 5.  | The Quiet Self (F. Gregorian)                        | 5:29 |
| 6.  | Reflect (F. Gregorian)                               | 2:53 |
| 7.  | Monastery (F. Gregorian)                             | 3:19 |
| 8.  | Gonna Make You Mine (Shwarz, F. Gregorian, Meissner) | 3:16 |
| 9.  | You Take My Breath Away (F. Gregorian)               | 4:26 |
| 10. | I Love You (Schwarz, F. Gregorian, Meissner)         | 3:29 |
| 11. | Why Did You Go (I Feel Sad) (Wehr, Hagel)            | 3:45 |
| 12. | The Mission (Wehr)                                   | 3:15 |
| 13. | Depressions (F. Gregorian)                           | 2:59 |

### Heruitgegeven bonusnummers
1. "Magna Charta - Hymn"
2. "Gregoria - The Rhythm"
3. "Prayers - Alleluia"
4. "Physical Motion - Ave Maria"
5. "Ars Mundi - Inquisitio"